# Mistrzostwa świata juniorów do lat 12 w szachach
Mistrzostwa świata juniorów do lat 12 w szachach – rozgrywki szachowe, mające na celu wyłonienie najlepszych juniorów świata w kategorii wiekowej do 12 lat, organizowane corocznie od 1986 roku.
Zwycięzcom turniejów dziewcząt i chłopców Międzynarodowa Federacja Szachowa przyznaje tytuły mistrzyni i mistrza FIDE (o ile nie byli oni do tej pory zawodnikami utytułowanymi). Jeśli pierwsze miejsce dzielone było przez nie więcej niż trzy osoby, każda z nich otrzymuje ten tytuł.

## Medaliści mistrzostw świata juniorów do lat 12
| Rok  | Miasto          | Juniorzy                                                             | Juniorki                                                                 | Źródło |
| ---- | --------------- | -------------------------------------------------------------------- | ------------------------------------------------------------------------ | --- |
| 1986 | San Juan        | 1. Dharshan Kumaran                                                  | ? ? ?                                                                    | |
| 1987 | San Juan        | 1. Héðinn Steingrímsson                                              | 1. Yvonne Kravets                                                        | |
| 1988 | Timișoara       | 1. Judit Polgár 2. Gabriel Schwartzman 3. Dov Zifroni                | 1. Zhu Chen 2. Mónika Grábics 3. Olimpia Bartosik                        | „Szachy” nr 10/1988, str. 233 |
| 1989 | Aguadilla       | 1. Marcin Kamiński 2. John Viloria 3. Radhakrishna Kamath            | 1. Diana Darczija 2. Hanna Jabłońska 3. Corina-Isabela Peptan            | „Szachy” nr 10/1989, str. 246 |
| 1990 | Fond du Lac     | 1. Borys Awruch 2. John Viloria 3. Péter Lékó                        | 1. Corina-Isabela Peptan 2. Monika Bobrowska 3. Nikoletta Lakos          | „Szachy” nr 9/1990, str. 199 |
| 1991 | Warszawa        | 1. Rafael Leitão 2. Péter Lékó 3. Alin Berescu                       | 1. Dalia Blimke 2. Sopio Tkeszelaszwili 3. Fernanda Kiss                 | „Szachista” nr 9/1991, str. 258 |
| 1992 | Duisburg        | 1. Giorgi Bachtadze 2. Władimir Małachow 3. Tamás Soponyai           | 1. Iweta Radziewicz 2. Ruth Sheldon 3. Hoàng Thanh Trang                 | „Szachista” nr 9/1992, str. 268 |
| 1993 | Bratysława      | 1. Jewgienij Szaposznikow 2. Francisco Vallejo Pons 3. Levente Vajda | 1. Jewgienija Czasownikowa 2. Jana Jacková 3. Carmen Voicu               | „Szachista” nr 10/1993, str. 296 |
| 1994 | Segedyn         | 1. Lewon Aronian 2. Étienne Bacrot 3. Rusłan Ponomariow              | 1. Nguyễn Thị Dung 2. Regina Pokorná 3. Jelena Dembo                     | „Szachista” nr 10/1994, str. 294 |
| 1995 | São Lourenço    | 1. Étienne Bacrot 2. Surya Ganguly 3. Dmitrij Bacanin                | 1. Viktorija Čmilytė 2. Anita Gara 3. Jelena Dembo                       | „Szachista” nr 2/1996, str. 40 |
| 1996 | Cala Galdana    | 1. Kamil Mitoń 2. Miloš Perunović 3. Vinay Bhat                      | 1. Aleksandra Kostieniuk 2. Ilze Bērziņa 3. Elisabeth Pähtz              | „Szachista” nr 12/1996, str. 369 |
| 1997 | Cannes          | 1. Aleksandr Riazancew 2. Arkadij Naiditsch 3. David Navara          | 1. Zhao Xue 2. Tatjana Kosincewa 3. Elisabeth Pähtz                      | „Szachista” nr 2/1998, str. 41 |
| 1998 | Oropesa del Mar | 1. Teymur Rəcəbov 2. Andrij Wołokitin 3. Qədir Hüseynov              | 1. Humpy Koneru 2. Tatjana Kosincewa 3. Tania Sachdev                    | „Szachista” nr 12/1998, str. 371 |
| 1999 | Oropesa del Mar | 1. Wang Yue 2. Daniël Stellwagen 3. Susanto Megaranto                | 1. Nana Dzagnidze 2. Humpy Koneru 3. Warwara Kiryłowa                    | szachowavistula.pl |
| 2000 | Oropesa del Mar | 1. Deep Sengupta 2. László Gonda 3. Ante Brkić                       | 1. Atousa Pourkashiyan 2. Wiera Niebolsina 3. Diana Arutiunowa           | |
| 2001 | Oropesa del Mar | 1. Siergiej Kariakin 2. Dmitrij Andriejkin 3. Maxime Vachier-Lagrave | 1. Shen Yang 2. Dronavalli Harika 3. Ding Shuyu                          | |
| 2002 | Heraklion       | 1. Jan Niepomniaszczij 2. Magnus Carlsen 3. David Howell             | 1. Tan Zhongyi 2. Anna Muzyczuk 3. Dronavalli Harika                     | |
| 2003 | Kallithea       | 1. Wei Chenpeng 2. Lê Quang Liêm 3. Maksim Matłakow                  | 1. Ding Yixin 2. Sopiko Guramiszwili 3. Tan Zhongyi                      | |
| 2004 | Heraklion       | 1. Zhao Nan 2. Ding Liren 3. Parimarjan Negi                         | 1. Klaudia Kulon 2. Anastasija Bodnaruk 3. Marija Muzyczuk               | WORLD YOUTH CHESS CHAMPIONSHIPS 2004 Heraklio, Crete - GREECE, November 3-14 Categories for Boys & Girls under 10, 12, 14, 16 & 18 GENERAL REGULATIONS |
| 2005 | Belfort         | 1. Srinath Narayanan 2. Sanan Siugirow 3. Samwel Ter-Sahakian        | 1. Meri Arabidze 2. Nazi Paikidze 3. Mariam Danelia                      | |
| 2006 | Batumi          | 1. Robert Aghasarian 2. Illa Nyżnyk 3. Nidżat Abasow                 | 1. Mariam Danelia 2. Aleksandra Lach 3. Diana Baciu                      | |
| 2007 | Kemer           | 1. Daniel Naroditsky 2. Illa Nyżnyk 3. Han Chao                      | 1. Marsel Efroimski 2. Dinara Saduakasowa 3. Guo Qi                      | World Youth Championship – and the winners are... |
| 2008 | Vũng Tàu        | 1. Sayantan Das 2. Dmitrij Gordiewskij 3. Darwin Yang                | 1. Zhai Mo 2. Filiz Osmanodja 3. Bodda Pratyusha                         | |
| 2009 | Kemer           | 1. Bobby Cheng 2. Jan-Krzysztof Duda 3. Richard Wang                 | 1. Sarasadat Khademalsharieh 2. Anna Stjażkina 3. Aleksandra Goriaczkina | |
| 2010 | Pórto Cárras    | 1. Wei Yi 2. Kayden Troff 3. Jan-Krzysztof Duda                      | 1. Julija Osmak 2. Ivana Maria Furtado 3. M.Mahalakshmi                  | |
| 2011 | Caldas Novas    | 1. Karthikeyan Murali 2. Benjamin Gledura 3. Michael Song            | 1. Żansaja Abdumalik 2. Anna Wasenina 3. Gulruhbegim Tohirjonowa         | |
| 2012 | Maribor         | 1. Samuel Sevian 2. Cameron Wheeler 3. Zhu Yi                        | 1. R.Vaishali 2. Żansaja Abdumalik 3. Riya Savant                        | |
| 2013 | Al-Ajn          | 1. Aram Hakopian 2. Raghunandan Srihari 3. Siergiej Łobanow          | 1. Zhao Shengxin 2. Polina Szuwałowa 3. Gabriela Antowa                  | |
| 2014 | Durban          | 1. Nguyễn Anh Khôi 2. Wiaczasłau Zarubicki 3. Rayan Taghizadeh       | 1. Jennifer Yu 2. Jelizawieta Sołożenkina 3. Olga Badelka                | |